# Эль-Пинакате и Гран-Десиерто-де-Алтар
Эль-Пинакате и Гран-Десиерто-де-Алтар (исп. Reserva de la biosfera El Pinacate y Gran Desierto de Altar) — биосферный заповедник и объект Всемирного наследия ЮНЕСКО, расположенный в Мексике. Управляется Федеральным правительством Мексики совместно с администрацией штата Сонора и индейской общиной народа папаго.
Биосферный заповедник занимает площадь в 7146 км², больше, чем штаты Агуаскальентес, Колима, Морелос и Тлакскала по отдельности. Название «Пинакате» происходит от слова pinacatl из языка науатль, обозначающего вид эндемичного для данной пустыни жука.

## Расположение и экосистема
Заповедник расположен в пустыне Сонора на северо-западе страны, к востоку от Калифорнийского залива, в восточной части пустыни Гран-Десьерто-де-Алтар, чуть южнее границы со штатом Аризона, США, и к северу от города Пуэрто-Пеньяско. Это один из наиболее хорошо различимых из космоса рельефов в Северной Америке. Вулканическая система Сьерра-Пинакате, известная также как Санта-Клара, является основной частью ландшафта, в том числе трёх пиков; Пинакате, Карнеги и Медио.
Эль-Пинакате и Гран Десьерто-де-Алтар известен своими уникальными физическими и биологическими характеристиками — наличием щитовидного вулкана, обширными зонами подвижных дюн, окружающих его, и очень высокой концентрацией кратеров мааров. Горная цепь Пинакате возникла в результате складкообразования и представляет собой складчатую систему, результат извержения вулканов, превратившего лаву в плотную породу, песок и вулканический пепел, которые сформировали цветовые гаммы особой красотой и кратеры, такие как Эль Элеганте, Сьерро-Колорадо, Макдугал-у-Сайкс.
Пикос-дель-Пинакате представляет собой группу вулканических пиков и шлаковых вулканических конусов. Самым высоким пиком является Сьерро-дель-Пинакате (также называемый вулканом Санта-Клара), высотой примерно 1190 м. Вулканы в данной местности спорадически извергались в течение примерно четырёх миллионов лет. Последнее извержение вулкана, самое мощное, произошло, как считается, примерно 11000 лет назад. С 1965 по 1970 год НАСА направляло сюда будущих астронавтов с целью их подготовки к будущим высадкам на Луну ввиду предполагаемого сходства местной земли с лунной поверхностью.
На территории заповедника встречается более 540 видов растений, 40 видов млекопитающих, 200 видов птиц, 40 видов рептилий, также множество земноводных и пресноводных рыб. В нём обитают находящиеся под угрозой эндемичные виды, такие как сонорский вилорог, толсторог, аризонский ядозуб и пустынный западный гофер.

## История

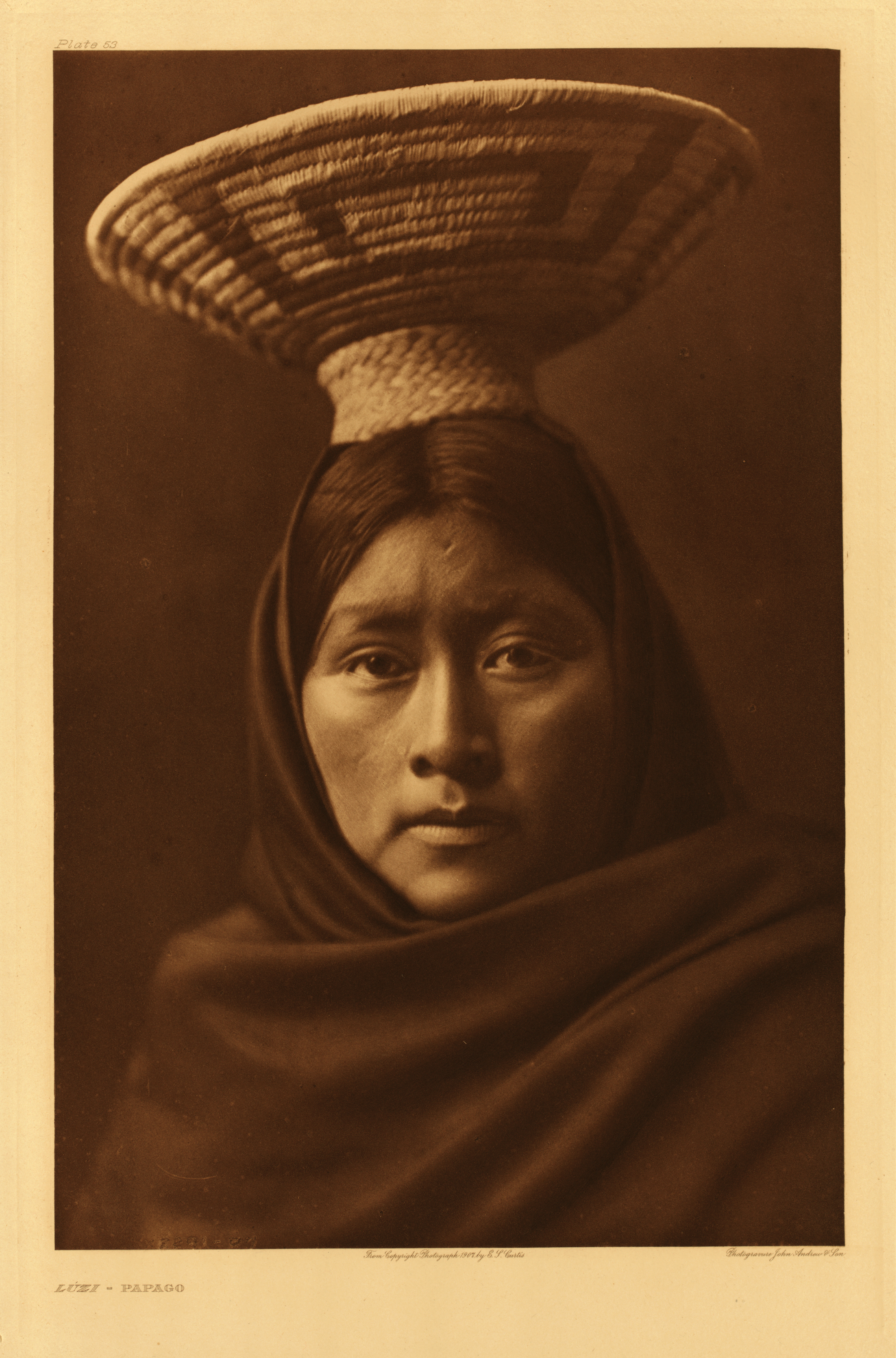
Женщина народа папаго. Фотография Эдварда Кёртиса, 1907 год.

### Доколумбовая эпоха
Первые жители этой местности, известные под названием «люди Сан-Диегито», были охотниками и собирателями, которые жили за счёт земли, перемещаясь с гор к морскому побережью у Калифорнийского залива в поисках пищи. Первоначальный период заселения местности, вероятно, завершился в начале ледникового периода около 20 тысяч лет назад, когда засуха заставила людей покинуть горный хребет.
Второй этап заселения местности «людьми Сан-Диегито» начался в конце ледникового периода. Эта группа вернулась в горы и жила так же, как и их предки. Углубления в горной породе, сохраняющие поверхностные воды в засушливых условиях, называемые «тинахас» и были надёжным источником воды в течение этого времени. Второй этап заселения закончился с наступлением очередного похолодания 9000 лет назад, которое вновь вынудило людей покинуть эту территорию.
Последними коренными жителями Эль-Пинакате и Гран-Десиерто-де-Алтар было племя Пинакатено, принадлежащее к народу арененьо (англ. Hia C-eḍ O'odham). Как и представители доисторической культуры Сан-Диегито, Пинакатено перемещались по Пинкате между горами и морским побережьям в поисках пищи, устраивая свои стоянки вблизи тинахас. Во время этих миграций они оставляли следы своего присутствия; одним из примеров этого являются обнаруженные у этих источников воды сеть троп, а также различные каменные орудия и черепки.

### Исследования
Имеется лишь небольшое количество информации о тех, кто был первым исследователем этой области. Возможно, первым белым человеком, увидевшим горы, известные ныне как Сьерра-Пинакате, был исследователь Мельхиор Диас в 1540 году. Впоследствии, в 1698 году, священник Эусебио Кино, основатель миссии Сан-Ксавьер-дель-Бак в южной части современного округа Тусон, штат Аризона, посетил эту местность и затем возвратился; он и его спутники поднялась на вершину Эль-Пинакате, которая была впоследствии названа Санта-Клара-Хилл.

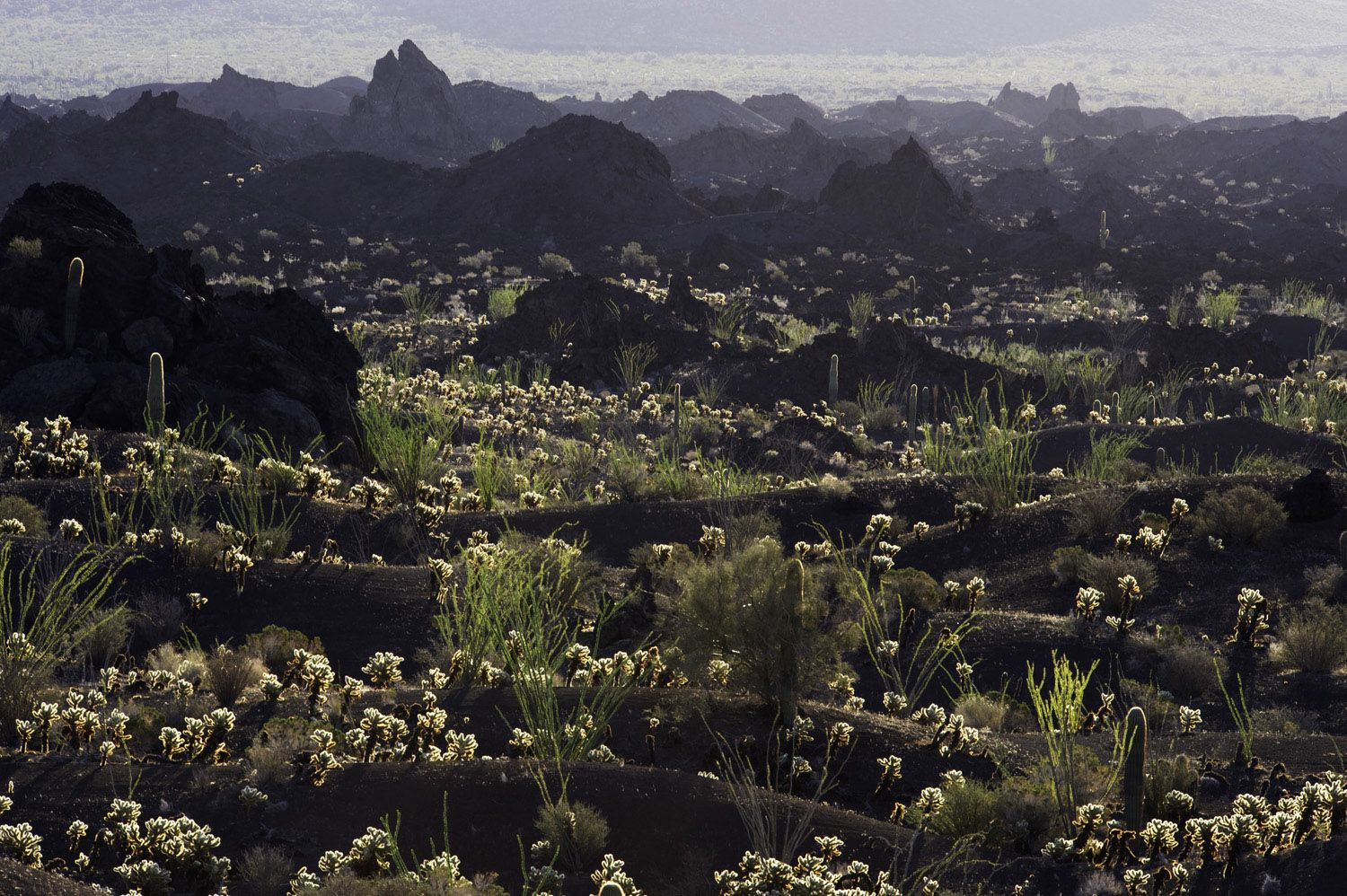
Паномара Пинакате. Фотография Джека Дикинга.

До 1956 года немногие ученые и исследователи бывали в Эль-Пинакате и Гран-Десиерто-де-Алтар; самой известной из исследователей была группа Макдугала, Хорнадея и Сайкса, которые исследовали западную часть гор на 1907 году.